# Chronologie de l'invasion de l'Ukraine par la Russie (avril 2025)
Pour un article plus général, voir Invasion de l'Ukraine par la Russie.
Cet article fait partie de la chronologie de l'invasion de l'Ukraine par la Russie et présente une chronologie des événements clés de ce conflit durant le mois de avril 2025.
Pour les événements précédents, voir Chronologie de l'invasion de l'Ukraine par la Russie (mars 2025).
Pour les événements suivants, voir Chronologie de l'invasion de l'Ukraine par la Russie (mai 2025).

## Chronologie des évènements

### 1er avril
- Des responsables installés par la Russie dans l'oblast de Donetsk déclarent que 15 personnes ont été blessées lors d'une frappe de drone ukrainien à Horlivka[1].

### 2 avril
- Quatre personnes sont tuées dans une attaque de missiles russes sur Kryvyi Rih[2]. Une autre est tuée dans une frappe de drone dans la ville de Zaporizhzhia[3].

### 3 avril
- Quatre personnes sont tuées dans une frappe de drone russe sur Kharkiv[4].

### 4 avril
- 19 personnes sont tuées dans une attaque de missiles russes sur Kryvyi Rih[5].

### 5 avril
Dans son rapport quotidien des attaques nocturnes russes, l’armée ukrainienne rapporte que « 92 drones d’attaque de type Shahed et divers types de drones imitateurs [leurres] » ont survolé l’Ukraine dans la nuit de vendredi à samedi, tirés des villes russes de Briansk, Millerovo, Primorsko-Akhtarsk, et du cap Tchaouda en Crimée. L’attaque russe a touché les oblasts de Soumy, Dnipro, Kiev et Jytomyr. (Source : "AFP")

### 6 avril
Samedi, après les critiques du président ukrainien, Volodymyr Zelensky, qui a dénoncé une « faible » réaction américaine, l’ambassadrice américaine en Ukraine, Bridget Brink, a toutefois évoqué les « attaques russes » lors d’une visite à Kharkiv, dans le nord-est de l’Ukraine. (Source : "AFP")

### 7 avril
"Alors que l'Ukraine a accepté la proposition du Président Trump d'un cessez-le-feu complet et sans conditions pour 30 jours, la Russie poursuit la guerre avec une intensité renouvelée, en ne faisant aucun cas des civils", a déploré Emmanuel Macron sur son compte X, affirmant que "ces frappes de la Russie doivent prendre fin" et que des "actions fortes" devront être mises en place "si la Russie continue de chercher à gagner du temps et à refuser la paix". (Source : "AFP")

### 8 avril
Les États-Unis se sont dits "troublés" par la capture des deux ressortissants chinois présumés. "La capture des soldats chinois est troublante", a déclaré à la presse Tammy Bruce, porte-parole du département d'État américain. "La Chine est l'un des principaux soutiens de la Russie dans la guerre en Ukraine", a-t-elle affirmé. (Sources : "La Croix" et "AFP")

### 9 avril
Volodymyr Zelensky a affirmé mercredi 9 avril 2025 que l’« implication » de ressortissants chinois dans les combats en Ukraine prouve que la Russie veut « prolonger » et étendre la guerre. L’Ukraine est prête à « acheter » un « important lot » d’armes aux États-Unis, a également affirmé le président ukrainien. (Sources : "La Croix" et "AFP")

### 19 avril
- Volodymyr Zelensky accuse la Russie d'avoir violé la trêve plus de 2.000 fois[6].

### 24 avril
- Volodymyr Zelensky interrompt sa visite en Afrique du Sud après les frappes russes sur Kiev qui font au moins 10 morts dans la nuit de mercredi à jeudi[7].
- Des chasseurs suédois sous commandement de l’Otan interceptent un avion russe près de la Pologne[8].

### 25 avril
Un accord est sur le point d'être trouvé sur la guerre en Ukraine, selon plusieurs sources. En parallèle, les États-Unis ont tranché sur le sort russe de la Crimée, cette péninsule ukrainienne annexée illégalement par Moscou en 2014. Trump dit que "la Crimée restera avec la Russie", Zelensky refuse toujours cette hypothèse. (Source : "TF1 Info")

### 26 avril
Douze enfants ukrainiens vivant dans les territoires occupés par la Russie ont été ramenés en zone contrôlée par l’Ukraine, dans le cadre de l’initiative « Bring Kids Back » du président ukrainien, a annoncé Daria Zarivna, la directrice de l’initiative, sur Telegram. Elle décrit les expériences de certains enfants « enrôlés de force comme conscrits », « humiliés à l’école parce qu’ils parlent ukrainien », ou « vivant sous une pression constante ». (Sources : "Telegram" et "Le Monde")

### 27 avril
Donald Trump émet des doutes sur les intentions de Vladimir Poutine. "Peut-être, il ne veut pas arrêter la guerre et il me balade", a-t-il écrit sur son réseau social Truth Social. Un homme a été arrêté pour avoir tué un général russe dans l’explosion d’une voiture, vendredi près de Moscou. Les services secrets russes (FSB) indiquent qu’il s’agit d’un agent des services spéciaux ukrainiens âgé de 42 ans. La Russie a revendiqué samedi la reprise de toute la région de Koursk, dans laquelle les Ukrainiens avaient lancé une offensive en août 2024, mais l’Ukraine dément. (Sources : "La Dépêche")

### 28 avril
Vladimir Poutine a proposé ce lundi une trêve de 3 jours, du 8 au 10 mai, à l’occasion de la commémoration des 80 ans de la capitulation de l’Allemagne nazie. Volodymyr Zelensky dénonce une "nouvelle tentative de manipulation : pour une raison, tout le monde doit attendre le 8 mai, pour cesser le feu et garantir le silence" lors de la parade du 9 mai sur la place Rouge à Moscou. Macron a déclaré que la pression sur la Russie allait s’intensifier prochainement. (Sources : "La Croix" et "AFP")

### 29 avril
Le secrétaire d’État américain Marco Rubio a averti ce mardi que les États-Unis mettraient fin à leur médiation si la Russie et l’Ukraine car « Nous sommes arrivés à un moment où les deux parties doivent faire des propositions concrètes pour mettre fin à ce conflit », a affirmé à la presse la porte-parole du département d’État, Tammy Bruce. (Sources : "La Croix" et "AFP")

### 30 avril
Les États-Unis sont prêts d'un accord sur les minerais avec l’Ukraine, a déclaré le secrétaire au Trésor Scott Bessent après une réunion du cabinet du président Donald Trump. "Nous sommes prêts à signer", a-t-il affirmé, en soulignant que les Ukrainiens avaient "décidé hier soir d’apporter quelques changements de dernière minute". (Sources : "La Croix" et "AFP")